# Phaenops obenbergeri
Phaenops obenbergeri är en skalbaggsart som först beskrevs av Knull 1952.  Phaenops obenbergeri ingår i släktet Phaenops och familjen praktbaggar. Inga underarter finns listade i Catalogue of Life.